# Sharon Wyatt
Sharon Wyatt (* 13. Februar 1953, Lebanon, Tennessee) ist eine US-amerikanische Schauspielerin.
Sie studierte an der Universität in Tennessee. Bevor Sharon Wyatt 1977 ihr Fernsehdebüt gab, arbeitete sie als Lehrerin. Den größten Erfolg ihrer Schauspiel-Karriere gelang ihr in der US-amerikanischen Seifenoper General Hospital, wo sie von 1981 bis 1984 und 1986–1994 die Tiffany Hill darstellte. Für diese Rolle erhielt sie 1994 eine Emmy-Nominierung. 1988, 1989, 1990 und 1994 wurde die Schauspielerin für den „Soap Opera Digest Award“ nominiert.

## Filmografie (Auswahl)
- 1977: Nashville 99 (Fernsehserie, eine Folge)
- 1979: Good Ol’ Boys (Fernsehfilm)
- 1981–1984, 1986–1994: General Hospital (Fernsehserie)
- 1984: Das Mädchen des Monats (I Married a Centerfold, Fernsehfilm)
- 1984: Three’s a Crowd (Fernsehserie, eine Folge)
- 1985: Die Nacht ohne Mitleid (Final Jeopardy, Fernsehfilm)
- 1985: Phantom-Kommando (Commando)
- 1985: Hotel (Fernsehserie, eine Folge)
- 1986: Zwei unter Volldampf (Armed and Dangerous)
- 1987: Rosen der Rache (Roses Are for the Rich, Fernsehfilm)
- 1987: Dallas (Fernsehserie, eine Folge)
- 1989: Die Klasse von 1999 (Class of 1999)
- 1990: Matlock (Fernsehserie, eine Folge)
- 1991: In der Hitze der Nacht (In the Heat of the Night, Fernsehserie, eine Folge)
- 1998: Just Shoot Me – Redaktion durchgeknipst (Just Shoot Me!, Fernsehserie, eine Folge)
- 1999: Das sonderbare Liebesleben der Erdlinge (The Mating Habits of the Earthbound Human)
- 2005–2007: Passions (Fernsehserie)
- 2008: General Hospital: Night Shift (Fernsehserie, 2 Folgen)